# Братки
Братки — село в Терновском районе Воронежской области России.
Административный центр Братковского сельского поселения.

## История
Село Братки, которое прежде именовалось также Пески и Бродки, расположено на правом берегу реки Савалы.
До октябрьского переворота 1917 года относилось к Борисоглебскому уезду Тамбовской губернии. На начало XX века в селе проживало жителей 3690 человек, имелось 495 дворов. В селе действовала православная церковь, школа, лавки, 2 ярмарки в году.
Известным уроженцем села является Митрополит Анастасий (Грибановский), второй первоиерарх РПЦЗ. 28 сентября 2009 года официальная делегация Русской Православной Церкви Заграницей во главе с митрополитом Восточно-Американским и Нью-Йоркским Иларионом в сопровождении с митрополитом Воронежским и Борисоглебским Сергием посетила село Братки. После панихиды по владыке и его родителям во Введенской церкви села рядом с храмом в память о митрополите была установлена мемориальная табличка, которую освятил митрополит Воронежский Сергий.